# باشگاه فوتبال روت‌وایس اسن
روت وایس اسن باشگاه فوتبالی است که در شهر اسن در ایالت نوردراین-وستفالن قرار دارد. 
روت وایس اسن در سال ۱۹۵۵ (۱۳۳۴) قهرمان فوتبال آلمان غربی شد و به جام باشگاه‌های اروپا راه یافت. 
همچنین این تیم در فصل ۵۳–۱۹۵۲ قهرمان جام حذفی فوتبال آلمان شده است.
دانیال داوری دروازه بان سایق تیم ملی فوتبال ایران نیز در این باشگاه عضویت دارد .
در تاریخ ۲۸ دی ۱۳۹۴ و در پی درگذشت رضا احدی فوتبالیست سابق این باشگاه در فصل ۱۹۸۷-۱۹۸۸ و استقلال تهران ، این باشگاه پیام تسلیتی را ارسال کرد. 